# Matt Keith
Matthew „Matt“ Keith (* 11. April 1983 in Edmonton, Alberta) ist ein ehemaliger kanadisch-britischer Eishockeyspieler, der im Verlauf seiner aktiven Karriere zwischen 1998 und 2017 unter anderem über 520 Spiele in der American Hockey League (AHL) auf der Position des Centers bestritten hat. Darüber hinaus absolvierte Keith weitere 27 Partien für die Chicago Blackhawks und New York Islanders in der National Hockey League (NHL).

## Karriere

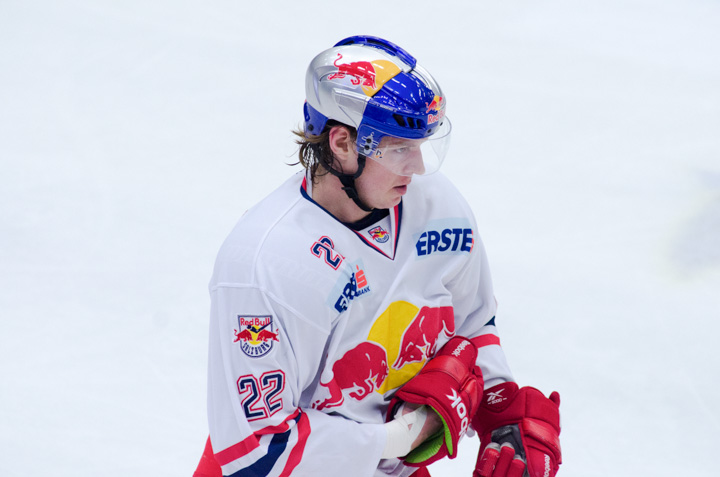
Keith im Trikot des EC Red Bull Salzburg (2013)

Keith begann seine Karriere als Eishockeyspieler bei den Spokane Chiefs aus der Western Hockey League (WHL), für die er von 1998 bis 2002 insgesamt vier Jahre lang spielte. In dieser Zeit wurde der Center beim NHL Entry Draft 2001 in der zweiten Runde als insgesamt 59. Spieler von den Chicago Blackhawks aus der National Hockey League (NHL) ausgewählt. Die Saison 2002/03 begann der Rechtsschütze zwar noch bei den Chiefs, jedoch wechselte er während der Spielzeit zum Ligarivalen Red Deer Rebels.
Vor der Saison 2003/04 wurde Keith in den Kader der Norfolk Admirals aus der American Hockey League (AHL) aufgenommen. Neben seinen Einsätzen für das Farmteam der Blackhawks, gab der Angreifer im selben Jahr sein Debüt in der NHL für Chicago. Obwohl er in seiner Premierensaison bei den Blackhawks 20 NHL-Spiele bestritten hatte, kam Keith in den beiden folgenden Jahren weiterhin hauptsächlich für deren Farmteam zum Einsatz. Ende Dezember 2006 wurde der Kanadier zusammen mit Sébastien Caron und Chris Durno im Tausch für Pierre-Alexandre Parenteau und Bruno St. Jacques an die Anaheim Ducks abgegeben. In den beiden folgenden Spielzeiten spielte er jedoch ausschließlich für AHL-Farmteam der Ducks, die Portland Pirates. Im Tausch für Darryl Bootland wurde der Stürmer im Januar 2008 zu den New York Islanders transferiert, bei denen er bis zum Saisonende 42 Spiele in der AHL für den Kooperationspartner, die Bridgeport Sound Tigers, bestritt.
Nach drei NHL-Einsätzen für die Islanders unterschrieb Keith im Juli 2008 einen Vertrag beim ERC Ingolstadt aus der Deutschen Eishockey Liga (DEL). Nach einer Spielzeit in der DEL wechselte er zurück nach Nordamerika und spielte für die Rockford IceHogs in der AHL. Zur Saison 2010/11 unterschrieb er einen Kontrakt bei deren Ligakonkurrenten Abbotsford Heat. Nach einem einjährigen Engagement beim schwedischen Zweitligisten Örebro HK wurde Keith im Juli 2012 vom HC Energie Karlovy Vary aus der tschechischen Extraliga verpflichtet, verließ den Verein jedoch nach vier Pflichtspielen wieder und wurde vom Dornbirner EC aus der österreichischen Erste Bank Eishockey Liga (EBEL) verpflichtet. Im Sommer 2013 wechselte er innerhalb der EBEL zum EC Red Bull Salzburg, wo er aber ebenso nur eine Spielzeit verbrachte. Mit Beginn der Saison 2014/15 ließ Keith seine Karriere in den folgenden drei Spielzeiten beim schottischen Klub Braehead Clan in der britischen Elite Ice Hockey League (EIHL) ausklingen. Im Sommer 2017 beendete der 34-Jährige seine aktive Karriere.

## Erfolge und Auszeichnungen
- 2000 Bronzemedaille bei der World U-17 Hockey Challenge

## Karrierestatistik

### International
Vertrat Kanada bei:
- World U-17 Hockey Challenge 2000

(Legende zur Spielerstatistik: Sp oder GP = absolvierte Spiele; T oder G = erzielte Tore; V oder A = erzielte Assists; Pkt oder Pts = erzielte Scorerpunkte; SM oder PIM = erhaltene Strafminuten; +/− = Plus/Minus-Bilanz; PP = erzielte Überzahltore; SH = erzielte Unterzahltore; GW = erzielte Siegtore; 1 Play-downs/Relegation; Kursiv: Statistik nicht vollständig)